# جون داروين (إحصائي)
جون داروين (بالإنجليزية: John Darwin)‏ هو إحصائي نيوزيلندي، ولد في 17 ديسمبر 1923، وتوفي في 29 أكتوبر 2008.